# Tournoi pré-olympique de l'OFC 1991
Navigation
Séoul 1988 Atlanta 1996
Le tournoi pré-olympique de l'OFC 1991 a eu pour but de désigner la nation qualifiée au sein de la zone Océanie pour participer au tournoi final de football, disputé lors des Jeux olympiques de Barcelone en 1992.
Le tournoi pré-olympique océanien a été disputé entre le 19 mai et le 22 novembre 1991 selon la formule de championnat en matches aller et retour et dont le vainqueur doit affronter la cinquième meilleure équipe européenne issue du Championnat d'Europe espoirs. Au terme de cette phase éliminatoire, l'Australie a gagné le droit de jouer le barrage intercontinental pour une place qualificative qu'elle remporte face aux Pays-Bas.

## Pays qualifiés
| Dates                              | Lieu  | Places | Qualifiés |
| ---------------------------------- | ----- | ------ | --------- |
| du 19 mai 1991 au 22 novembre 1991 | Fidji | 1      | Australie |

## Format des qualifications
Dans les phases de qualification en groupe disputées selon le système de championnat, en cas d’égalité de points de plusieurs équipes à l'issue de la dernière journée, les critères suivants sont appliqués dans l'ordre indiqué pour établir leur classement :

- Meilleure différence de buts,
- Plus grand nombre de buts marqués.

Dans le système à élimination directe avec des matches aller et retour, en cas d'égalité parfaite au score cumulé des deux rencontres, les mesures suivantes sont d'application :

- Organisation de prolongations et, au besoin, d'une séance de tirs au but, si les deux équipes sont toujours à égalité au terme des prolongations, et
- La règle des buts marqués à l'extérieur est en vigueur.

## Villes et stades
Sauf les trois premières rencontres à domicile de l'Australie, jouées à Melbourne entre le 19 et le 26 mai 1991, le tournoi a été disputé aux Fidji du 7 au 22 novembre 1991.
| \| Lautoka Nadi Nausori Suva \| |
| Lautoka Nadi Nausori Suva       |

| Lautoka Nadi Nausori Suva |

## Résultats des qualifications

### Tournoi qualificatif
| Rang | Équipe                         | Pts | J | G | N | P | Bp | Bc | Diff |  | Résultats (▼ dom., ► ext.)     |     |     |     |     |
| ---- | ------------------------------ | --- | - | - | - | - | -- | -- | ---- |  | ------------------------------ | --- | --- | --- | --- |
| 1    | Australie                      | 12  | 6 | 6 | 0 | 0 | 23 | 1  | +22  |  | Australie                      |     | 2-0 | 7-0 | 4-0 |
| 2    | Nouvelle-Zélande               | 7   | 6 | 3 | 1 | 2 | 12 | 7  | +5   |  | Nouvelle-Zélande               | 1-2 |     | 4-0 | 4-2 |
| 3    | Fidji                          | 4   | 6 | 1 | 2 | 3 | 3  | 15 | -12  |  | Fidji                          | 0-3 | 0-0 |     | 1-1 |
| 4    | Papouasie-Nouvelle-Guinée (en) | 1   | 6 | 0 | 1 | 5 | 4  | 19 | -15  |  | Papouasie-Nouvelle-Guinée (en) | 0-5 | 1-3 | 0-2 |     |

#### Détail des rencontres
| 19 mai 1991 | Australie                        | 4 - 0   | Papouasie-Nouvelle-Guinée (en) | Olympic Park Stadium Melbourne, Australie  |                                            |
| | Veart 9e 28e 35e · Markovski 41e | (4 - 0) |                                | Spectateurs : 766 Arbitrage : Barry Tasker | Spectateurs : 766 Arbitrage : Barry Tasker |
| | Rapport                          |         |                                | Spectateurs : 766 Arbitrage : Barry Tasker | Spectateurs : 766 Arbitrage : Barry Tasker |
| Filan - Blagojević, Longo, Zelic, Georgakis, Vidmar ( 73e Refenes (en)) - Slifkas (en), Okon ( 46e Ilic (en)) - Seal, Veart, Markovski | Équipes                          |         |                                | Spectateurs : 766 Arbitrage : Barry Tasker | Spectateurs : 766 Arbitrage : Barry Tasker |

| 22 mai 1991 | Australie                    | 2 - 0   | Nouvelle-Zélande | Olympic Park Stadium Melbourne, Australie |                          |
| | Vidmar 15e · Okon 68e (pen.) | (1 - 0) |                  | Arbitrage : Mahend Singh                  | Arbitrage : Mahend Singh |
| Filan - Blagojević, Longo, Zelic, Georgakis, Vidmar - Slifkas (en), Okon - Seal, Veart ( 60e Michalakopoulos), Markovski | Équipes                      |         |                  | Arbitrage : Mahend Singh                  | Arbitrage : Mahend Singh |

| 26 mai 1991 | Australie                                                                         | 7 - 0 | Fidji | Olympic Park Stadium Melbourne, Australie  |                                            |
| | Vidmar 33e · Michalakopoulos 34e (pen.) 71e · Gibson 63e 65e 69e · Blagojević 89e | (2 - 0) |       | Spectateurs : 1 000 Arbitrage : Ron Gallon | Spectateurs : 1 000 Arbitrage : Ron Gallon |
| | Rapport                                                                           | |       | Spectateurs : 1 000 Arbitrage : Ron Gallon | Spectateurs : 1 000 Arbitrage : Ron Gallon |
| Filan - Blagojević, Longo, Zelic, Georgakis ( 46e Gibson), Vidmar - Hristodoulou, Refenes (en) - Markovski, Mori ( 70e Veart), Michalakopoulos | Équipes                                                                           | Vosaboto 71e - Bineshwar, Batirerega, Masilagi 88e, Saheb 4e - Nair, ? ( 71e Tubuitamana ), ?, ? - Lomu 1e, 58e, Moceimereke |       | Spectateurs : 1 000 Arbitrage : Ron Gallon | Spectateurs : 1 000 Arbitrage : Ron Gallon |

| 7 novembre 1991 | Nouvelle-Zélande                             | 4 - 0   | Fidji | National Stadium Suva, Fidji               |                                            |
|                 | Falloon 67e 76e · Edge (en) 69e · Bowden 87e | (0 - 0) |       | Spectateurs : 3 000 Arbitrage : Gary Power | Spectateurs : 3 000 Arbitrage : Gary Power |
|                 | Rapport                                      |         |       | Spectateurs : 3 000 Arbitrage : Gary Power | Spectateurs : 3 000 Arbitrage : Gary Power |

| 9 novembre 1991 | Papouasie-Nouvelle-Guinée (en) | 0 - 2   | Fidji | Ratu Cakobau Park (en) Nausori, Fidji |                          |
|                 |                                | (? - ?) |       | Arbitrage : Barry Tasker              | Arbitrage : Barry Tasker |

| 11 novembre 1991 | Papouasie-Nouvelle-Guinée (en) | 0 - 5 | Australie                                                       | Prince Charles Park Nadi, Fidji            |                                            |
|                  |                                | (0 - 3) | Veart 13e · Blagojević 14e · Murphy 24e · Seal 47e · Vidmar 56e | Spectateurs : 250 Arbitrage : Mahend Singh | Spectateurs : 250 Arbitrage : Mahend Singh |
|                  | Rapport                        | |                                                                 | Spectateurs : 250 Arbitrage : Mahend Singh | Spectateurs : 250 Arbitrage : Mahend Singh |
|                  | Équipes                        | Filan - Blagojević, Murphy, Zelic, Longo, Vidmar - Gibson, Slifkas (en) - Markovski ( Refenes (en)), Veart ( Hasler (en)), Seal |                                                                 | Spectateurs : 250 Arbitrage : Mahend Singh | Spectateurs : 250 Arbitrage : Mahend Singh |

| 13 novembre 1991 | Nouvelle-Zélande | 1 - 2 | Australie    | Prince Charles Park Nadi, Fidji              |                                              |
|                  | Coveny 67e       | (0 - 0) | Seal 78e 89e | Spectateurs : 600 Arbitrage : Gopalan Khanna | Spectateurs : 600 Arbitrage : Gopalan Khanna |
|                  | Rapport          | |              | Spectateurs : 600 Arbitrage : Gopalan Khanna | Spectateurs : 600 Arbitrage : Gopalan Khanna |
|                  | Équipes          | Filan - Blagojević, Murphy, Zelic, Longo, Vidmar - Slifkas (en), Hasler (en) ( Refenes (en)) - Mori ( Veart), Markovski, Seal |              | Spectateurs : 600 Arbitrage : Gopalan Khanna | Spectateurs : 600 Arbitrage : Gopalan Khanna |

| 15 novembre 1991 | Papouasie-Nouvelle-Guinée (en) | 1 - 3   | Nouvelle-Zélande                 | Prince Charles Park Nadi, Fidji             |                                             |
|                  | ? ??                           | (0 - 2) | Coveny 6e 35e · Harlock (en) 49e | Spectateurs : 250 Arbitrage : Guy Trompette | Spectateurs : 250 Arbitrage : Guy Trompette |
|                  | Rapport                        |         |                                  | Spectateurs : 250 Arbitrage : Guy Trompette | Spectateurs : 250 Arbitrage : Guy Trompette |

| 16 novembre 1991 | Fidji   | 0 - 3 | Australie                | Prince Charles Park Nadi, Fidji |                             |
|                  |         | (0 - 2) | Seal 14e 75e · Veart 22e | Arbitrage : Kenneth Wallace     | Arbitrage : Kenneth Wallace |
|                  | Équipes | Bosnich - Murphy, Zelic, Longo - Dickinson, Gibson ( Slifkas (en)), Hristodoulou, Refenes (en) ( Blagojević) - Mori, Veart, Seal |                          | Arbitrage : Kenneth Wallace     | Arbitrage : Kenneth Wallace |

| 18 novembre 1991 | Nouvelle-Zélande                                                            | 4 - 2   | Papouasie-Nouvelle-Guinée (en) | Churchill Park Lautoka, Fidji              |                                            |
|                  | Edge (en) 12e · Harlock (en) 32e (pen.) · Saripe 37e (csc) · McAllister 89e | (3 - 0) | Forige 48e · Aisi 55e          | Spectateurs : 150 Arbitrage : Mahend Singh | Spectateurs : 150 Arbitrage : Mahend Singh |
|                  | Rapport                                                                     |         |                                | Spectateurs : 150 Arbitrage : Mahend Singh | Spectateurs : 150 Arbitrage : Mahend Singh |

| 20 novembre 1991 | Fidji | 0 - 0   | Nouvelle-Zélande | Churchill Park Lautoka, Fidji |                            |
|                  |       | (0 - 0) |                  | Arbitrage : John McConnell    | Arbitrage : John McConnell |

| 22 novembre 1991 | Fidji | 1 - 1   | Papouasie-Nouvelle-Guinée (en) | Prince Charles Park Nadi, Fidji |                           |
|                  | ? ??  | (? - ?) | ? ??                           | Arbitrage : Guy Trompette       | Arbitrage : Guy Trompette |

### Barrage intercontinental (UEFA / OFC)
Le vainqueur du Tournoi pré-olympique de l'OFC doit affronter la cinquième meilleure équipe européenne issue du Championnat d'Europe espoirs lors d'un barrage intercontinental pour une dernière place qualificative. L'Australie l'emporte sur les Pays-Bas.
| Équipe 1  | Résultat | Équipe 2 | Aller | Retour   |
| --------- | -------- | -------- | ----- | -------- |
| Australie | 3 - 3 E  | Pays-Bas | 1 - 1 | 2 - 2 ap |

#### Détail des rencontres
| 17 mai 1992 | Australie  | 1 - 1 | Pays-Bas         | Sydney Football Stadium Sydney, Australie      |                                                |
| | Vidmar 24e | (1 - 0) | Murphy 48e (csc) | Spectateurs : 18 784 Arbitrage : Shizuo Takada | Spectateurs : 18 784 Arbitrage : Shizuo Takada |
| Filan - Blagojević, Vidmar, Zelic, Longo, Murphy - Kindtner ( 60e Refenes (en)), Okon ( 71e Slifkas (en)), Hasler (en) - Arambašić, Mori | Équipes    | Zoetebier - van der Gaag ( 73e Heesen (nl)), Roest (nl), Karnebeek (nl) - Maas (nl), Gorré ( 85e van Hoogdalem (nl)), Numan, Cocu - Overmars, de Boer, Meijer |                  | Spectateurs : 18 784 Arbitrage : Shizuo Takada | Spectateurs : 18 784 Arbitrage : Shizuo Takada |

| 24 mai 1992 | Pays-Bas                 | 2 - 2 a. p. | Australie      | Stadion Galgenwaard Utrecht, Pays-Bas          |                                                |
| | de Boer 63e · Numan 102e | (0 - 1, 1 - 1) | Zelic 41e 117e | Spectateurs : 9 400 Arbitrage : Philippe Leduc | Spectateurs : 9 400 Arbitrage : Philippe Leduc |
| | Rapport                  | |                | Spectateurs : 9 400 Arbitrage : Philippe Leduc | Spectateurs : 9 400 Arbitrage : Philippe Leduc |
| Zoetebier - Refos (nl), Roest (nl),Karnebeek (nl) - Gorré, Numan , Kreek ( 46e Cocu) - Taument, Meijer , Huiberts (nl) ( 39e de Boer), Overmars | Équipes                  | Filan - Blagojević, Vidmar , Zelic, Longo, Murphy - Gibson ( 71e Veart), Okon , Hasler (en) ( 61e Slifkas (en)), Refenes (en) - Arambašić |                | Spectateurs : 9 400 Arbitrage : Philippe Leduc | Spectateurs : 9 400 Arbitrage : Philippe Leduc |